# Сан Клементе (Римини)
Сан Клементе (итал. San Clemente) је насеље у Италији у округу Римини, региону Емилија-Ромања.
Према процени из 2011. у насељу је живело 602 становника. Насеље се налази на надморској висини од 172 м.

## Становништво
Према резултатима пописа становништва 2011. у општини је живело 5.234 становника.
| 1931. | 1936. | 1951. | 1961. | 1971. | 1981. | 1991. | 2001. | 2011. |
| ----- | ----- | ----- | ----- | ----- | ----- | ----- | ----- | ----- |
| 3.281 | 3.303 | 3.336 | 3.061 | 2.443 | 2.428 | 2.461 | 3.096 | 5.234 |